# Mrakodol
Mrakodol je naseljeno mjesto u sastavu općine Bosanska Kostajnica, Republika Srpska, BiH. Prema popisu stanovinštva 1991. godine područje općine Bosanska Kostajnica pripadalo je općini Bosanski Novi.

## Stanovništvo
| Mrakodol           |              |
| godina popisa      | 1991.        |
| Srbi               | 311 (86,63%) |
| Hrvati             | 0            |
| Muslimani          | 47 (13,09%)  |
| Jugoslaveni        | 1 (0,28%)    |
| ostali i nepoznato | 0            |
| ukupno             | 359          |